# Мойка (приток Невы)
Мойка — река в России, протекает по Кировскому району Ленинградской области. Устье реки находится на 57 километре по левому берегу реки Невы, у поселка Павлово. Длина реки — 27 км, площадь водосборного бассейна — 113 км². Исток находится к северу от посёлка при станции Сологубовка.

## Населённые пункты
На берегах реки находятся:
- Посёлок Михайловский
- Садоводство «Дзержинец»
- Садоводство "Движенец"
- Садоводство «Выборгское»
- Садоводство «Фрунзенец»
- Садоводство «Чайка»
- Садоводство «Октябрьское»
- Садоводство «Отрадненское»
- Садоводство «Лотос»
- Садоводство «Автомобилист»
- Садоводство «Факел»
- Деревня Анненское Медное
- Садоводческий массив «Ново-Анненский-Медное»
- Садоводство «Анненская горка»
- Павловский коттеджный городок
- Посёлок Павлово-на-Неве

## Данные водного реестра
По данным государственного водного реестра России относится к Балтийскому бассейновому округу, водохозяйственный участок реки — Нева, речной подбассейн реки — Невы.
Код объекта в государственном водном реестре — 01040300312102000008678.